# A Shot of Rhythm and Blues
Singles de Arthur Alexander
Sally Sue Brown/
The Girl That Radiates That Charm Soldier of Love/
Where Have You Been (All My Life)
A Shot of Rhythm and Blues est une chanson écrite par Terry Thompson et enregistrée par le chanteur soul américain Arthur Alexander. Elle a été initialement publiée aux États-Unis en 1961 et au Royaume-Uni en mars l'année suivante, en face B de You Better Move On.
Cette chanson au style rhythm and blues, comme l'indique le titre, possède uniquement des accords de blues. Débutant par un blues à 12 mesures, elle diverge ensuite vers une structure moins classique.

## Reprises
Johnny Kidd & the Pirates ont repris la chanson en single en 1962. Kidd au chant principal, Mick Green à la guitare solo, Johnny Spence à la basse et Frank Farley à la batterie.

### Merseyside
Cette chanson, avec Some Other Guy, est devenue un standard au début des années 1960 sur les rives du Mersey dans la région de Liverpool, notamment au Cavern Club où elle a été reprise par Cilla Black, les Beatles et Gerry and the Pacemakers.
En juillet 1963, Cilla Black a enregistré la chanson au cours de sa première séance d'enregistrement aux studios Abbey Road. Cette audition lui a valu un contrat d'enregistrement avec Parlophone Records. Une prise tirée de cette séance d'enregistrement a été incluse sur son album The Abbey Road Decade: 1963-1973 sorti en 1997.
A Shot of Rhythm and Blues est la première piste sur How Do You Like It?, le premier album de Gerry and the Pacemakers, publié en 1963. La chanson sera incluse sur l'album américain Gerry And The Pacemakers Second Album publié l'année suivante.

#### The Beatles
Pistes inédites de Live at the BBC
Young Blood Sure to Fall (in Love with You)
Les Beatles, et surtout John Lennon, sont de grands admirateurs d'Arthur Alexander. Ils ont enregistré sa chanson Anna (Go to Him)  pour leur premier album, Please Please Me et Soldier of Love (Lay Down Your Arms) pour la BBC.
Ils enregistrent à trois reprises A Shot of Rhythm and Blues, toujours pour la BBC en 1963, avec John Lennon au chant, comme à son habitude lors de l'interprétation des chansons de cet artiste. Une de ces versions sera incluse sur l'album Live at the BBC sorti en 1994. Celle-ci est enregistrée 1er août 1963 au Playhouse Theatre (en) de Manchester, pour une diffusion le 27 août suivant à leur émission radio Pop Go the Beatles (en). Le critique Robert Christgau la considère comme étant une de leurs meilleures reprises. Une seconde version, enregistrée le 1er juin 1963 pour un autre épisode de la même émission, diffusée le 18 juin 1963, est disponible sur l'album en téléchargement The Beatles Bootleg Recordings 1963 publié en 2013.
- John Lennon – chant, guitare rythmique
- Paul McCartney – chœur, guitare basse
- George Harrison – chœur, guitare solo
- Ringo Starr – batterie

### Autres versions
Dave Edmunds a repris la chanson sur son album Subtle as a Flying Mallet en 1975, version qui a également été entendue dans le film Stardust en 1974.
Van Morrison et Linda Gail Lewis l'ont interprété pour leur album You Win Again publié en 2000.
La chanson a également été reprise par les Flamin' Groovies sur leur album compilation Flamin' Groovies Collection[réf. nécessaire].
Le groupe australien Buffalo (en) l'a enregistrée en 1972 sous le titre Just a Little Rock and Roll mais cette version ne fut publiée qu'en 2006 sur la réédition de leur premier album Dead Forever... (en).